# Aishiteiru to Ittekure
Albums de Miyuki Nakajima
A Ri Ga To U
(1977) Shin-ai naru Mono e
(1979)
Aishiteiru to Ittekure (愛していると云ってくれ) est le quatrième album studio de Miyuki Nakajima sorti en avril 1978.

## Titres
Toutes les chansons écrites et composées par Miyuki Nakajima, sauf indication contraire.

### Face A
Toutes les pistes arrangés par Kinji Yoshino (l'exception de "Wakareuta" coarrangé par Shun Fukui)
1. "Genki desuka (「元気ですか」?)" (Lecture de poèmes, d'échantillonnage "Prélude, Fugue et Variation, Op. 18." par César Franck sur la musique de fond) – 2:58
2. "Reiko (怜子?)" – 2:40
3. "Wakareuta (わかれうた?)" – 3:57
4. "Uminari (海鳴り?)" – 3:27
5. "Keshou (化粧?)" – 5:07

### Face B
Toutes les pistes arrangés par Kinji Yoshino (l'exception de "Sejou" coarrangé par Shun Fukui, "Milk 32" et "Omae no Ie" arrangé par Miyuki Nakajima)
1. "Milk 32 (ミルク32, Miruku 32?)" – 4:33
2. "Ahoudori (あほう鳥?)" – 4:06
3. "Omae no Ie (おまえの家?)" – 6:32
4. "Sejou (世情?)" – 6:12

## Personnel
- Miyuki Nakajima – vocals, guitare acoustique
- Toshiro Masuda – guitare électrique
- Tsugutoshi Goto – basse électrique
- Ryuichi Sakamoto – claviers
- Nobu Saito – percussions
- Hiro Tsunoda – batterie

## Production
- Directeur d'enregistrement; Yoshio Okushima
- Ingénieur enregistrement et mixage; Yoshihiko Kan'nari
- Ingénieur assistant; Koji Sakakibara
- Manager; Kunio Kaneko
- Directeur; Yūzō Watanabe
- Photographe; Jin Tamura
- Producteur exécutif; Genichi Kawakami